# Yutz
Yutz é uma comuna francesa na região administrativa de Grande Leste, no departamento de Mosela. Em 2010 a comuna tinha 16 896 habitantes (densidade: 1 209,4 hab./km²).
Ela foi criada em 1970, a partir da fusão das antigas comunas de Basse-Yutz e Haute-Yutz.